# Molinillo Austral
El Molinillo Austral (también conocida como Messier 83 o NGC 5236) es una galaxia espiral barrada y espiral de gran diseño en la constelación de Hydra.

## Historia
Su nombre proviene de su ubicación en el hemisferio sur celeste y su parecido con la galaxia del Molinillo (M101).  
Fue descubierta entre los años 1751-1752 por el abad Nicolas Louis de Lacaille en el cabo de Buena Esperanza, Sudáfrica. Catalogada por Charles Messier el 17 de febrero de 1781 desde su casa en la parte norte de París, era tan difícil de observar que afirmó: "Uno puede verla sólo si tiene una gran capacidad de concentración". Curiosamente, desde la ubicación de Messier, M83 sólo se elevaba 11° sobre el horizonte sur y por lo tanto, la luz se vería atenuada por la gran cantidad de aire cercana al horizonte, y esto es lo que probablemente hizo que el astrónomo tuviera tanta dificultad para observarla.
M83 también es un buen ejemplo de galaxia con brote estelar, estando concentrado este en su zona central y conteniendo varios super cúmulos estelares. Es también rica en metales y abundante en estrellas Wolf-Rayet, con un número de ellas estimado en alrededor de 3000.

## Descripción
La galaxia está conformada por seis supernovas que se han registrado hasta la actualidad, estas son:
- 1923A observada por C.O. Lampland en el Observatorio Lowell, de magnitud 14.
- 1945B aparecida el 13 de julio de 1945 de magnitud 14,2.
- 1950B observada por G. Haro de magnitud de 14,5 en su punto álgido.
- 1957D observada por H.S. Gates el 13 de diciembre de 1957, de magnitud 15,0, ocurrió a unos 3' NNE del núcleo.
- 1968L fue descubierta visualmente por el astrónomo aficionado Jack C. Bennett, cuando realizaba un barrido en busca de cometas. Fue de tipo I, localizada a 5' por delante del núcleo y alcanzó una magnitud de 11-12.
- 1983N apareció el 3 de julio de 1983 y alcanzó un brillo de magnitud 12,5.

Durante años, M83 había sido la galaxia en la que se habían descubierto más supernovas, pero NGC 6946 superó su marca con un número total de 8.

## Características
M83 es una galaxia espiral de gran diseño. Su clasificación morfológica en el sistema De Vaucouleurs es SAB(s)c, donde 'SAB' denota una espiral con barras débiles, '(s)' indica una estructura en espiral pura sin anillo, y 'c' significa que los brazos de la espiral están flojos. La peculiar galaxia enana NGC 5253 se encuentra cerca de M83, y los dos probablemente interactuaron en los últimos mil millones de años dando como resultado una actividad de región de estallido estelar en sus regiones centrales.
La tasa de formación estelar en M83 es más alta a lo largo del borde de ataque de los brazos espirales, como predice la teoría de la onda de densidad. El proyecto Galaxy Evolution Explorer de NASA el 16 de abril de 2008 informó haber encontrado un gran número de nuevas estrellas en los confines de la galaxia—20 kpc desde el centro. Hasta ahora se había pensado que estas áreas carecían de los materiales necesarios para la formación estelar.

### Supernovae
Se han observado seis supernovae en M83: SN 1923A, SN 1945B, SN 1950B, SN 1957D, SN 1968L y SN 1983N.

## Entorno
M83 está en el centro de uno de los dos subgrupos dentro del Grupo Centaurus A/M83, un grupo de galaxias cercano. Centauro A está en el centro del otro subgrupo. Estos a veces se identifican como un grupo, y a veces como dos. Sin embargo, las galaxias alrededor de Centaurus A y las galaxias alrededor de M83 están físicamente cerca una de la otra, y ambos subgrupos parecen no moverse entre sí.

## Galería de imágenes

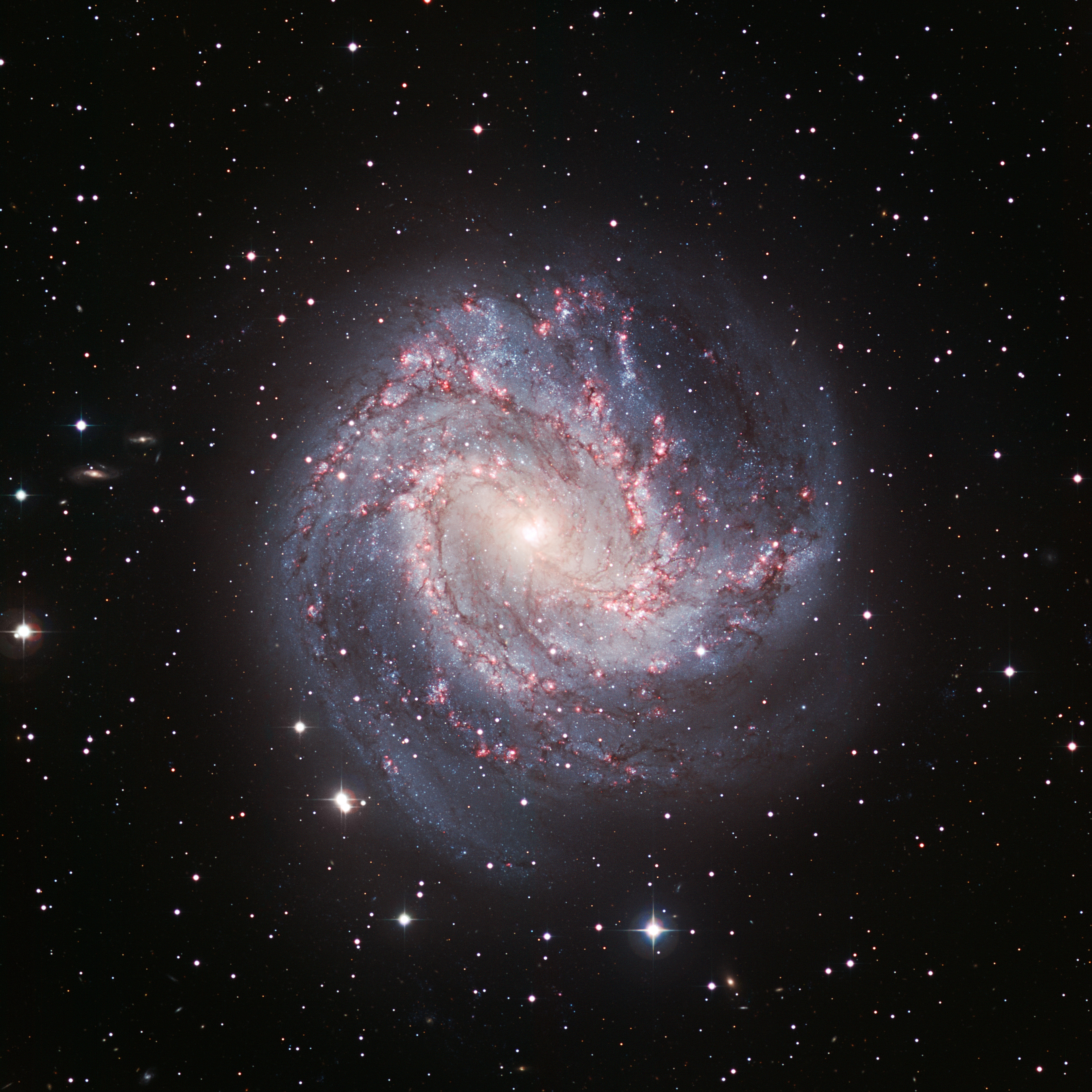
Otra imagen de M83 por el ESO.
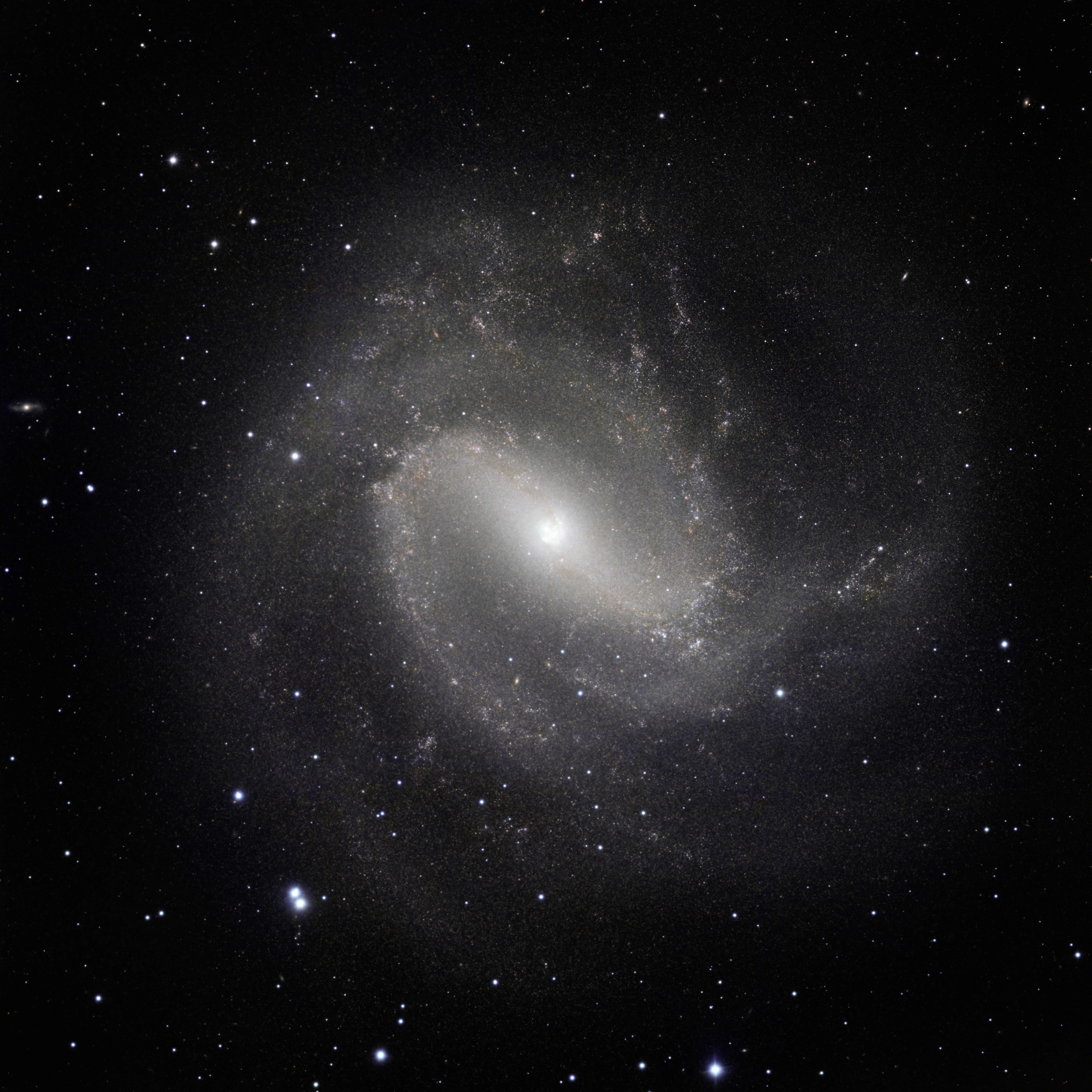
M83 en infrarrojo.
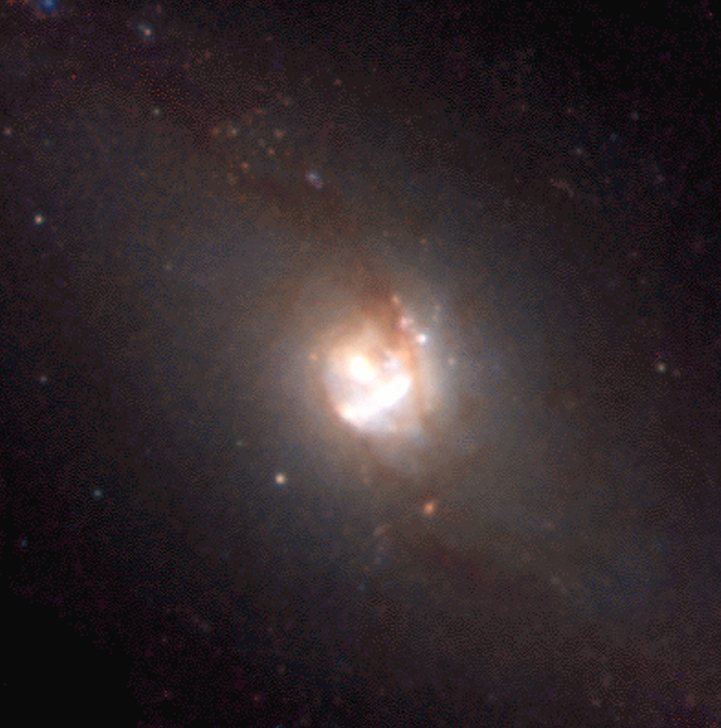
Centro de la M83 en infrarrojo.
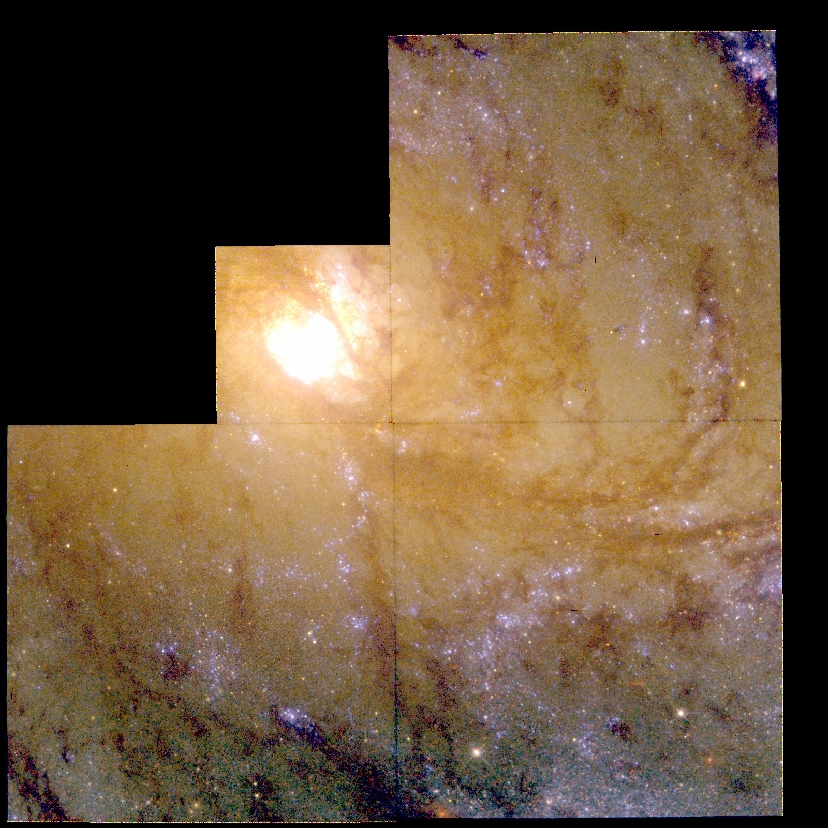
M83 por el telescopio espacial Hubble.

## En la cultura popular
El nombre por el que se conoce esta galaxia fue el motivo detrás del nombre de la banda musical de pop M83.